# Château de Norham
Le château de Norham est un château en ruines anglais situé dans le comté de Northumberland, sur la rive sud de la Tweed qui marque la frontière entre l'Angleterre et l'Écosse. C'est un monument classé de grade I. Le château fut témoin de nombreuses actions pendant les guerres opposant l'Angleterre à l'Écosse.

## Histoire

### Origines
Le château fut fondé lorsque Rainulf Flambard, évêque de Durham de 1099 à 1128, donna l'ordre de le construire en 1121, afin de protéger des incursions écossaises les domaines de l'évêché situés dans le Nord du Northumberland.
En 1136, David Ier d'Écosse envahit le Northumberland et captura le château. Il fut rapidement restitué à l'évêché, mais fut pris à nouveau en 1138 lors d'une autre invasion écossaise. Cette fois-ci, la structure du château fut lourdement endommagée. Il resta abandonné jusqu'à ce que Hugues du Puiset, évêque de Durham de 1153 à 1195, le fît reconstruire. Les travaux furent probablement réalisés par Richard de Wolviston, l'architecte de l'évêque.
En 1174, Hugues de Puiset soutint les rebelles lors d'une révolte contre Henri II, au cours de laquelle le roi Guillaume Ier d'Écosse envahit le Northumberland. Les rebelles furent vaincus et, par conséquent, l'évêque Hugues fut contraint de céder le château de Norham à la couronne. Le château fut géré par un connétable nommé par la couronne et abrita une garnison de soldats royaux. Ce fut le cas jusqu'en 1197, deux ans après la mort de Hugues, date à laquelle il fut rendu à son successeur, Philippe de Poitou (en). Ce dernier se montra fidèle au roi Jean d'Angleterre. À la mort de Philippe, en 1208, le château repassa sous le contrôle royal.

### Treizième siècle
En 1209, le château de Norham logea à la fois les rois Jean et Guillaume Ier, lorsque ce dernier rendit hommage au roi anglais pour ses terres d'Angleterre. Entre 1208 et 1211, le roi Jean maintint les moyens de défense du château en bon état et fournit une forte garnison. Les solides moyens défensifs s'avérèrent décisifs en 1215, lorsque le fils de Guillaume Ier, Alexandre II, assiégea le château pendant quarante jours, sans succès. En 1217, le château fut de nouveau rendu à l'évêché de Durham.
Édouard Ier, connu sous le nom de « Marteau des Écossais », visita à plusieurs reprises le château. Ce fut le cas en 1292, lorsque le nouveau roi d'Écosse, Jean de Balliol, y vint lui rendre hommage. En 1296, Édouard envahit l'Écosse, et au cours de sa campagne, la reine, Marguerite de France, demeura au château.

### Quatorzième siècle
Au début du XIVe siècle, les Écossais envahirent le Nothumberland à plusieurs reprises, mais n'attaquèrent pas toujours Norham. En 1318, Robert de Brus assiégea le château pendant près d'un an. L'armée écossaise réussit à occuper la cour extérieure pendant trois jours, mais elle en fut ensuite chassée et le siège échoua. En 1319, les Écossais revinrent et le château résista à un siège de sept mois. En 1322, un autre siège écossais échoua. Pendant les trois sièges, le château était sous le commandement de Sir Thomas Gray de Heton, un chevalier qui avait été capturé par les Écossais lors de la bataille de Bannockburn en 1314, et qui était le père du chroniqueur Thomas Grey.
En 1327, une armée écossaise captura Norham, mais le château fut à nouveau rendu à l'évêque de Durham après le retour de la paix.

### Quinzième siècle
Bien que la première moitié du XVe siècle s'avérât plus calme que la précédente, les moyens défensifs du château furent maintenus en bon état. L'activité majeure suivante dont le château fut témoin, eut lieu pendant la guerre des Deux-Roses (1455-1487). En 1462, le château de Norham était aux mains des Yorkistes, luttant au nom d'Édouard IV. L'année suivante, une armée lancastrienne assiégea le château pendant dix-huit jours, jusqu'à ce qu'il fût délivré par les forces yorkistes. En 1464, les troupes du château de Norham changèrent de camp pour soutenir les Lancastriens, mais furent ensuite contraintes de se rendre à une force composée de Yorkistes.
Plus tard dans le courant du siècle, l'évêque de Durham Richard Fox (1494–1501) fit renforcer une fois de plus les défenses du château. En 1497, ce dernier fut assiégé pendant deux semaines par une armée dirigée par Jacques IV d'Écosse. Lors de ce siège, l'artillerie fut utilisée afin de tenter de percer les murs, mais la garnison fut finalement soulagée par l'arrivée d'une armée anglaise. Le château fut à nouveau réparé après ce siège. L'un des canons utilisés était un canon d'un calibre de 56 cm appelé Mons Meg qui se trouve aujourd'hui au château d’Édimbourg.

## Seizième siècle
En 1513, Jacques IV d'Écosse envahit à nouveau l'Angleterre avec une armée puissante qui comprenait des troupes d'artillerie. Il traversa la frontière et se dirigea vers Norham. Ses canons pilonnèrent les moyens défensifs extérieurs pendant plusieurs jours jusqu'à la prise de la cour extérieure par les Écossais. Peu de temps après, le château capitula. À cet instant, la plupart des murs extérieurs avaient été détruits. Quelques semaines plus tard, Jacques fut vaincu et tué lors de la Bataille de Flodden Field, près de Branxton, dans le Northumberland, et Norham revint à nouveau aux anglais.
Le château fut inspecté par William Frankelayn, l'aumônier du cardinal Thomas Wolsey, le 29 août 1515. Il le trouva bien fortifié. Le mur des «oubliettes» (le Donjon), situé au sud-est en direction de la cuisine, avait une épaisseur de 9 m environ. À cette époque, le régent d’Écosse avait l'intention de monter une armée contre la famille Hume à la frontière écossaise.
Monseigneur Thomas Ruthall (en) de Durham inspecta le château et commença des travaux de restauration qui durèrent jusqu'en 1521. William Dacre, 3e Baron Dacre (1493-1563), devint le maître du château de Norham en 1522-1523. En septembre 1523, craignant une nouvelle invasion par l'Albany, le comte de Surrey, ainsi que Frankelyn, Sir William Bulmer (en) et le Sheriff de Durham (en), examinèrent les moyens défensifs. Surrey donna l'ordre de réaliser un nouveau système défensif en terre. Il estima que six jours seraient nécessaires pour les travaux et émit un ordre similaire concernant la réparation du château de Wark (en).
Roger Lascelles, l'intendant du comte de Northumberland, fut en pourparlers le 5 septembre 1528 avec le comte d'Angus ainsi qu'avec William Douglas, abbé de Holyrood (en), une abbaye située sur l'autre rive de la Tweed. Angus fut menacé par son beau-fils Jacques V d'Écosse, et il demanda à Lascelles de lui fournir des pièces dans le château pour sa fille Margaret Douglas, sa gouvernante Isobel Hoppar (en), et le jeune comte de Huntly. Angus lui-même irait se réfugier à Norham si nécessaire. Margaret Douglas, la grand-mère de Jacques Ier d'Angleterre fut reçue à Norham en octobre.
Le château fut maintenu en bon état, avec une forte garnison pendant les conflits qui allaient se produire avec l'Écosse au cours de ce siècle. Brian Layton (en), le maître de Norham, examina la sécurité du château en octobre 1542, après avoir entendu des rumeurs selon lesquelles des initiés remettraient le château aux Écossais. Layton envahit l'Écosse pendant la guerre appelée Rough Wooing et fut tué en février 1545 lors de la bataille d'Ancrum Moor.
Sir Richard Lee (en), ainsi que Sir Thomas Palmer et Sir Robert Bowes examinèrent le château en 1550, et en 1554, l'évêque Tunstall entreprit des réparations. Cependant, lorsqu'une longue situation de paix s'installa entre les deux pays, la garnison fut réduite et on laissa les moyens défensifs se détériorer. À la fin du siècle, le château était déjà tombé dans un état de délabrement avancé. En 1596, la reine Élisabeth donna au maître du château, Sir Robert Carey, sa "réponse déterminée" indiquant qu'elle ne dépenserait aucune somme pour Norham. Il fut destiné à ne plus voir aucun autre combat, mais le château et le manoir furent donnés à George Home, 1er comte de Dunbar, par Jacques VI d'Écosse, lors de son accession au trône d'Angleterre. Le château fut abandonné pour finalement tomber en ruines.

## Dix-neuvième siècle
Les environs de Norham formèrent, jusqu'en 1844, une partie périphérique du comté palatin de Durham, et avec les comtés comprenant les îles (Holy Island et Îles Farne y compris) et Bedlington, ils furent connus comme étant le Durham du Nord.
Au XIXe siècle, le château de Norham fut connu un peu partout grâce aux tableaux de J.M.W. Turner. Il peignit une première fois le château en 1797, mais revint y travailler à plusieurs reprises. Plusieurs exemples de ses œuvres peuvent être vus à la Tate Gallery, à Londres :
- Château de Norham : Etude de couleur, Série Nord de l'Angleterre, 1797-1798, graphite et aquarelle[1]
- Le Château de Norham sur la rivière Tweed de la série de Vues des Rivières d'Angleterre, 1822-1823, huile sur toile, 177 × 335 cm[2]
- Château de Norham au lever du soleil, Probablement dans la série «Angleterre et Pays de Galles», vers 1830 , aquarelle sur papier, 31 × 49 cm[3]
- Château de Norham, lever de soleil, vers 1845, huile sur toile, 91 × 122 cm, Tate Britain, Londres[4]

Le château par Turner
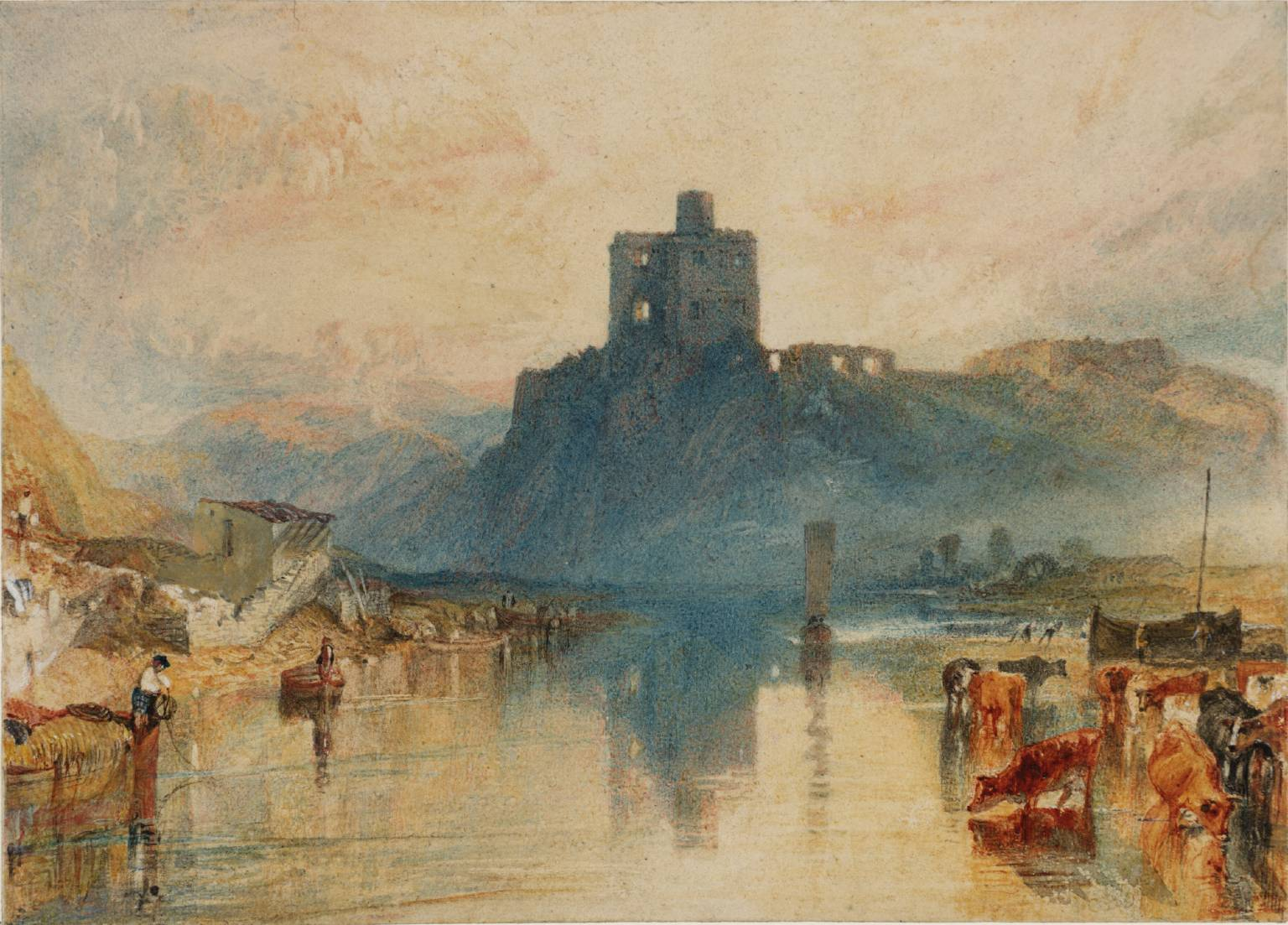
Le Château de Norham sur la rivière Tweed, 1822-1823, Tate Britain, Londres
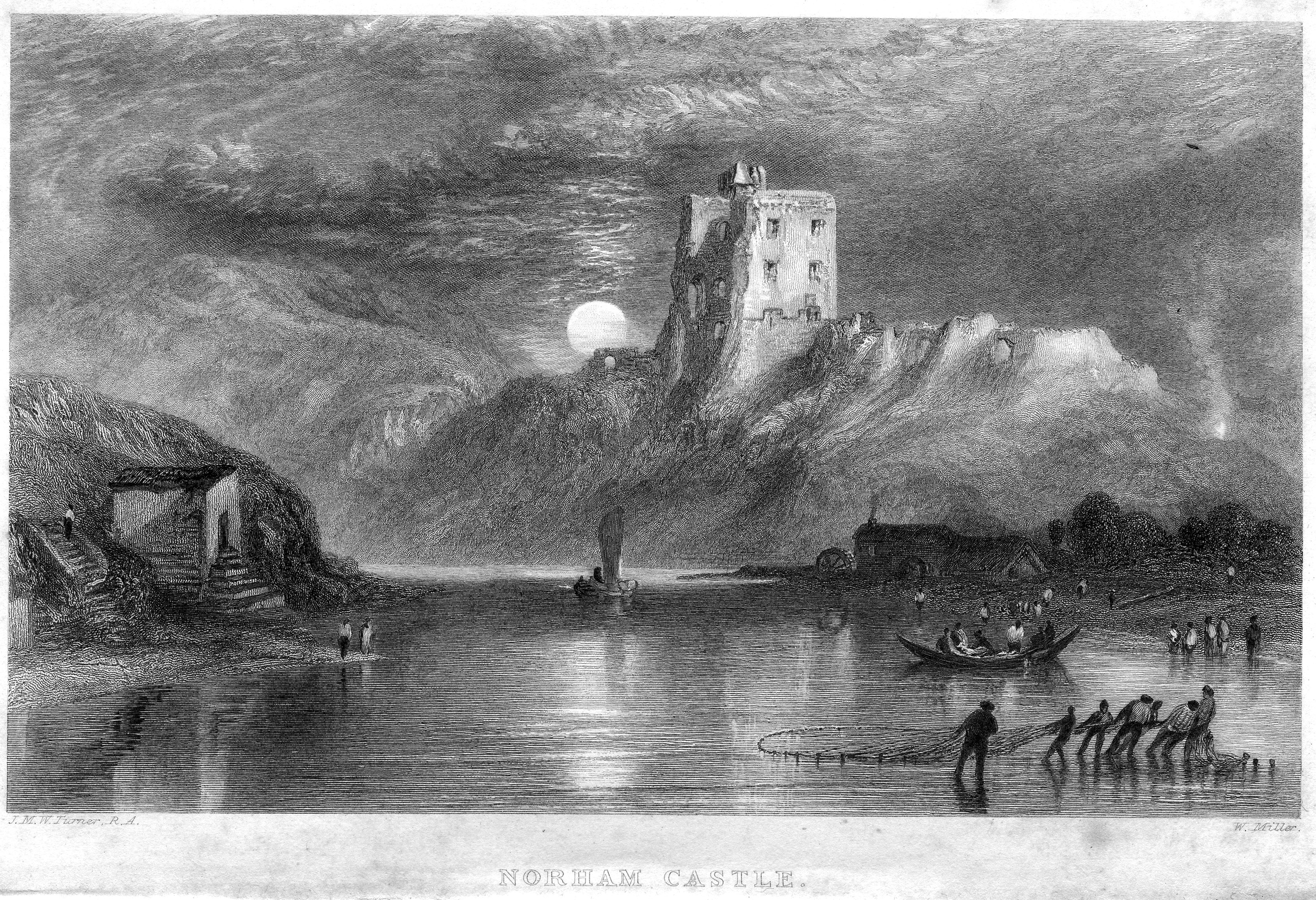
Château de Norham, lever de lune,  1836 gravé par William Miller d'après J.M.W. Turner
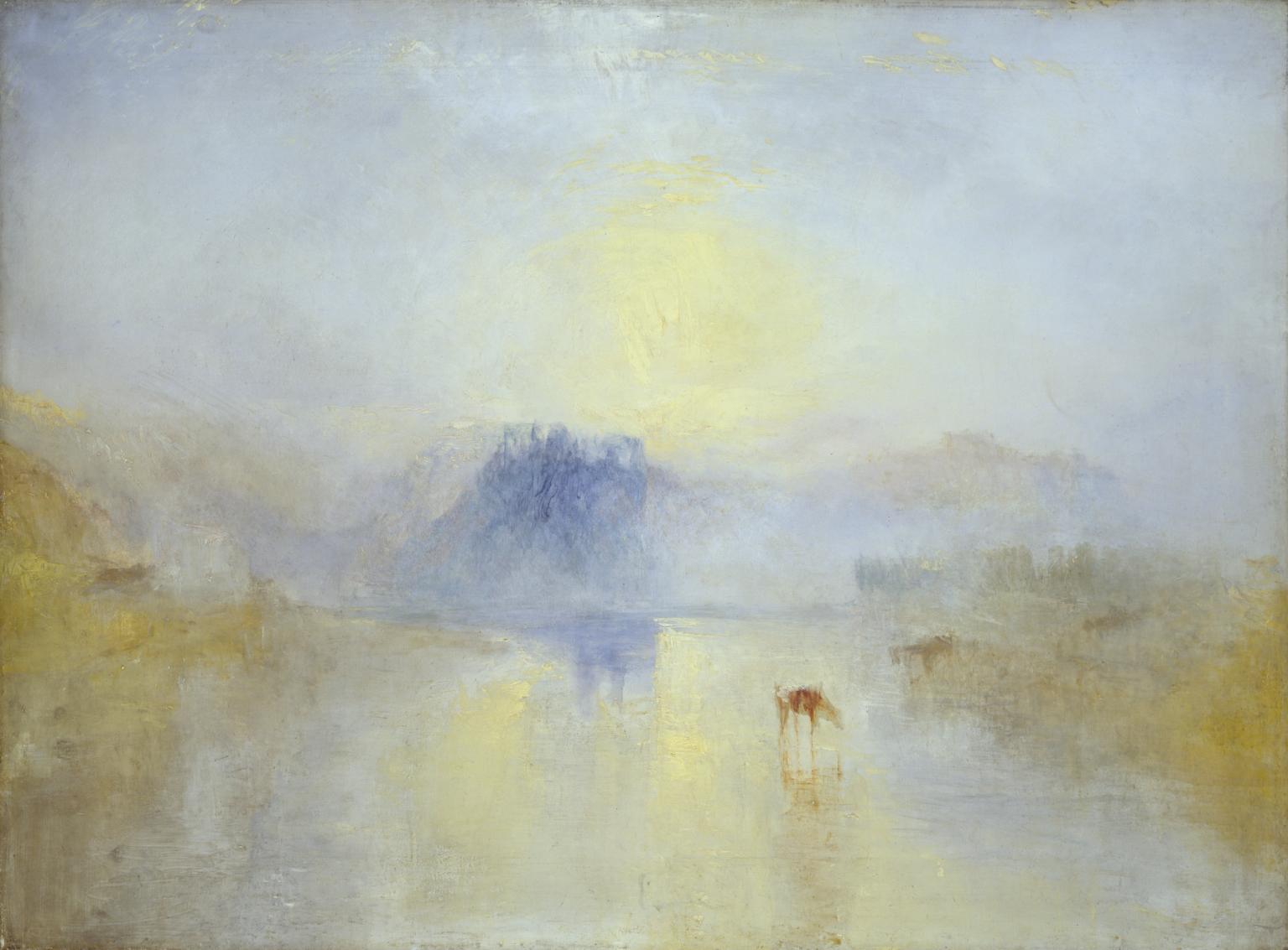
Château de Norham, lever de soleil, vers 1845 Tate Britain, Londres

## Description du château
Le château se dresse sur la rive sud du Tweed, bien au-dessus du fleuve, de sorte que le côté nord soit protégé par une pente raide. Un ravin profond protégeait le côté est et un fossé artificiel fut creusé autour des côtés ouest et sud afin de renforcer la protection. Le château était doté d'une cour intérieure et extérieure. La cour intérieure se trouvait sur un monticule et était séparée de la cour extérieure par un fossé, traversé par un pont-levis.
L'entrée principale du château était la West Gate, une porte très fortifiée située à l'ouest et menant à la cour extérieure. Il y avait une porte supplémentaire au sud de la cour extérieure qui était connue sous le nom de Sheep Gate.
Pour accéder à la cour intérieure, il fallait traverser un pont-levis situé au-dessus des douves et passer par une porte fortifiée se trouvant sur le côté ouest. Le pont-levis est aujourd'hui remplacé par un pont en bois. Sur le côté nord de la cour intérieure se trouvait le manoir de l'évêque, dont les dimensions étaient de 18,3 m sur 9,1 m, il est actuellement en ruines. Sur le côté est de la cour intérieure se dresse le donjon, mesurant 25,6 m sur 18,3 m et 26,8 m de hauteur. Le donjon est supposé avoir été construit par Hugues du Puiset.
Le château de Norham est maintenant géré par l'English Heritage et est ouvert aux visiteurs.

## Source
- (en) Cet article est partiellement ou en totalité issu de l’article de Wikipédia en anglais intitulé « Norham Castle » (voir la liste des auteurs).